# Traitement mortel
Pour plus de détails, voir Fiche technique et Distribution.
Traitement mortel (The Surrogate) est un film américano-canadien réalisé par Don Carmody, sorti en 1984.

## Synopsis
Un couple marié, Frank et Lee, a des problèmes dans sa relation sexuelle. Leur psychothérapeute leur recommande d'engager une mystérieuse femme qui leur donnera de nouvelles pistes pour restaurer leur passion. Bientôt, ils se retrouvent entraînés dans un enchaînement de violence, de folie et de meurtre.

## Fiche technique
- Titre français : Traitement mortel
- Titre original : The Surrogate
- Titre québécois : Infidélité fatale
- Réalisation : Don Carmody
- Scénario : Don Carmody & Robert Geoffrion
- Musique : Daniel Lanois
- Photographie : François Protat
- Montage : Rit Wallis
- Production : Don Carmody & John Dunning
- Sociétés de production : Cinépix, Télé-Métropole international
- Pays de production :  États-Unis,  Canada
- Langue : Anglais
- Format : Couleurs - Stéréo - 35 mm
- Genre : Thriller
- Durée : 100 min
- Dates de sortie :
  - Canada : 2 novembre 1984

## Distribution
- Art Hindle (en) (VF : Pierre Laurent) : Frank Waite
- Shannon Tweed : Lee Waite
- Carole Laure : Anouk Van Derlin
- Jim Bailey (en) : Eric
- Michael Ironside (VF : Laurent Hilling) : George Kyber
- Marilyn Lightstone : Dr. Foreman
- Jackie Burroughs : la femme chez Anouk
- Barbara Law : Maggie Simpson
- Jonathan Welsh : Brenner
- Ron Lea : le vendeur

## Production
Le tournage s'est déroulé à Montréal du 18 novembre au 10 décembre 1983.